# Lahewa (plaats)
Lahewa is een bestuurslaag in het regentschap Nias Utara van de provincie Noord-Sumatra, Indonesië. Lahewa telt 3155 inwoners (volkstelling 2010).